# NGC 1229
NGC 1229 (другие обозначения — ESO 480-33, IRAS03059-2309, MCG −4-8-25, VV 260, UGCA 53, VV 337, ARP 332, PGC 11734) — спиральная галактика с перемычкой в созвездии Эридан. Открыта Фрэнком Ливенвортом в 1886 году. Описание Дрейера: «очень тусклый, очень маленький объект круглой формы, более яркий в середине, восточный из двух», под вторым объектом подразумевается NGC 1228.
Этот объект входит в число перечисленных в оригинальной редакции «Нового общего каталога». Вторая версия Индекс-каталога содержит исправленные координаты относительно указанных в Новом общем каталоге.
NGC 1229 является частью Arp 332 — группы взаимодействующих галактик из Атласа пекулярных галактик, а также обладает активным ядром и относится к сейфертовским галактикам типа II.